# Veronika Dudarova
Veronika Borisovna Dudarova (ryska: Верони́ка Бори́совна Дуда́рова), född 5 december 1916 i Baku, död 15 januari 2009 i Moskva, var en sovjet/rysk orkesterdirigent. Dudarova erhöll titeln Folkets artist i Sovjetunionen (ryska: Народная артистка СССР) och är den enda kvinnliga dirigent som nådde en position av betydelse i Sovjet.

## Biografi
Veronika Dudarova utbildade sig till pianist vid Leningrads Musikkonservatorium och därefter till dirigent vid Moskvas Musikkonservatorium. Efter examen 1947 började hon som assisterande dirigent vid Moskvas statliga symfoniorkester (МГАСО) och 1960 blev hon dess chefsdirigent. Dudarova var orkesterns konstnärliga ledare och chefsdirigent i närmare 30 år, till 1989.
År 1991, vid 75 års ålder, startade hon en ny orkester – Rysslands Symfoniorkester och 85 år gammal dirigerade hon Tjajkovskijs symfoni nr 6 i h moll Pathétique i den Förbjudna Staden i Peking.
År 1987 medverkade hon i den svenska dokumentärfilmen Dirigenterna där hon dirigerar Mozarts Requiem.